# اردوگاه کار اجباری استارا گرادیشکا
استارا گرادیشکا در جریان جنگ جهانی دوم اردوگاهی برای توقیف و نابودی در کرواسی بود. این اردوگاه ویژه نگهداری زنان و کودکان از تبار صرب، یهود و کولی ساخته شده بود. قربانیان آن همچنین شامل کروات‌ها و بوسنیایی‌های کمونیست و مخالف فاشیسم نیز می‌شدند. اردوگاه توسط دولت مستقل کرواسی (NDH) رژیم اوستاشه در سال ۱۹۴۱ در زندانی با همین نام در نزدیکی روستای استارا گرادیشکا، و به عنوان پنجمین زیرمجموعه اردوگاه کار اجباری یاسنواتس تأسیس شد.
طبق فهرست قربانیان تارنمای یادبود یاسنواتس، که شامل بررسی‌ها تا سال ۲۰۰۷ است، نام و اطلاعات ۱۲٬۷۹۰ قربانی اردوگاه مشخص شده‌است.

## کشتار سیستماتیک زندانیان
این اردوگاه توسط اوستاشه کرواسی، از جمله برخی از نیروهای زن، محافظت می‌شد. زندانیان با استفاده از وسایل گوناگونی همچون سلاح گرم، پتک و چاقو کشته می‌شدند. در واحد «K» یا «کولا»، زنان صرب و یهودی با فرزندان ضعیف یا کوچک، درون سردابی موسوم به «هتل گاگرو» که نیکولا گاگرو از اوستاشه از آن به عنوان محلی برای شکنجه بهره می‌گرفت، گرسنه نگه داشته می‌شدند یا زیر شکنجه قرار می‌گرفتند. سایر زندانیان واحد کولا با گاز مسموم می‌شدند.
آزمایش‌ها با گاز در ابتدا در اصطبل دامپزشکی انجام می‌شدند، و در آن جا اسب‌ها و سپس انسان‌ها نخست با استفاده از گوگرد دی‌اکسید و بعدها توسط سیکلون ب مسموم می‌شدند. کشتار با گاز نیز بر روی کودکان در حیاط اردوگاه آزمایش می‌شد و فرمانده اردوگاه، گروهبان اوستاشه آنته وربان، اثرات آن را مشاهده می‌کرد. بیشترین مرگ‌های ناشی از گازگرفتگی در اتاق زیر شیروانی «برج بدنام» روی می‌داد؛ جایی که در ماه مه چندین هزار کودک از منطقه کوزارا و در ژوئن ۱۹۴۲، ۲۰۰۰ کودک دیگر در آن کشته شدند. پس از آن، گروه‌های کوچکتری شامل ۴۰۰–۶۰۰ کودک و چند زن و مرد، با گازگرفتگی کشته شدند. در جریان محاکمه خود، وربان تأیید کرد که از گاز سیکلون ب استفاده می‌شده‌است.
یکی از شاهدان به نام چیوردانا فریدلندر، که در ن هنگام محافظی در اردوگاه بود، شهادت داد که:
در آن هنگام زنان و کودکان تازه‌ای روزانه به اردوگاه استارا گرادیشکا آورده می‌شدند. حدود چهارده روز بعد، وربان [فرمانده قرارگاه] دستور داد که همه بچه‌ها را از مادرانشان جدا کنند و در یک اتاق قرار دهند. به ده نفر از ما گفتند که آن‌ها را درون پتو به آنجا ببرید. بچه‌ها به درون اتاق خزیدند و یک کودک دست و پای را میان در ورودی قرار داد تا در بسته نشود. وربان فریاد زد: هُلش بده! هنگامی که من از این کار خودداری کردم، او به در کوبید و پای کودک را خرد کرد. سپس کودک را از پای دیگرش گرفت، و آن را چنان به دیوار کوبید که بچه مرد. بعد از آن، ما به انتقال بچه‌ها ادامه دادیم. هنگامی که اتاق پر شد، وربان گاز سمی آورد و همه آنها را کشت.
به گفته یک شاهد، میلکا زابیچیچ، گازگرفتگی به دلیل بازدید هیئتی از صلیب سرخ که برای سال ۱۹۴۳ برنامه‌ریزی شده بود، متوقف شد، اما هیئت در عمل در ژوئن ۱۹۴۴ به آنجا رسید. وانت‌های گازی برای کشتن زنان و کودکان صرب و یهودی ساخته شده بودند که در ژوئن تا ژوئیه ۱۹۴۲ از اردوگاه جاکووو به استارا گرادیشکا آورده شدند. شاهد دیگری، دراگوتین رولر، که یکی از زندانیان اردوگاه بود، اظهار داشت که نگهبان دینکو شاکیچ «به نگهبانان زیردست خود دستور داد تا زنان و کودکان را به درون وانت‌ها هدایت کنند، که در آن‌ها یک شیلنگ لاستیکی از اگزوز به درون محفظه بار تعبیه شده بود؛ سپس نگهبان‌ها خودرو را چندین بار در اطراف اردوگاه می گردادند تا هنگامی که همه مسافران بمیرند» و اینکه «آن‌ها به محض ورود کمینه نیمی از زندانیان را اینگونه می‌کشتند.»

## برچیده شدن اردوگاه
در اوایل آوریل ۱۹۴۵، و هنگامی که پارتیزان‌ها در نزدیکی استارا گرادیشکا در حال جنگ بودند، اوستاشه پاکسازی اردوگاه را آغاز کرد و برخی از زندانیان را کشت و دیگران را به لپگلاوا و از آنجا به یاسنوواتس منتقل کرد تا در آنجا پاکسازی شوند. چندین بازمانده، همچون سیمو (یا سیمه) کلائیچ که بعدها در دادگاه شاکیچ شهادت داد که لپگلاوا «وحشتناک بود، گویی که تمام شَر استارا گرادیشکا و یاسنوواتس در آن یکجا جمع شده باشد»، در راه انتقال به یاسنواتس از واگن قطار فرار کردند. کلائیچ بعدها پی به این برد که دو واگن دیگر قطار که آن‌ها نیز در ححال انتقال زندانیان به یاسنوواتس بودند در آنجا به آتش کشیده شدند. او در این باره در دادگاه شهادت داد.
این اردوگاه در آوریل ۱۹۴۵ توسط پارتیزان‌های یوگسلاوی آزاد شد.

## تعدادی از زندانیان سرشناس
- ولادو سینگر، سیاست‌مدار کروات و عضو جنبش اوستاشه[۱۱][۱۲][۱۳][۱۴][۱۵]
- ماگدا بوشکوویچ، کمونیست کروات، پارتیزان و عضو جنبش حقوق زنان.[۱۶][۱۷]
- نادا دیمیچ، کمونیست کروات و کنشگر پارتیزان از تبار صرب.